# 일론 머스크 경례 논란

머스크의 몸짓을 흉내내는 시위자

2025년 1월 20일, 사업가이자 정치인인 일론 머스크는 도널드 트럼프 미국 대통령의 두 번째 취임식을 축하하는 집회에서 연설하면서 일부 사람들이 나치 또는 로마식 경례로 해석되는 자세를 두 번 취했다. X (이전 트위터)에서 머스크는 나치에 동조한다는 비판을 일축하고 이를 정치적이라고 비웃었으며 이를 "진부한" 공격이라고 표현했다. 반명예훼손연맹은 머스크를 옹호하고 이 자세가 중요한 의미를 갖고 있지 않다고 주장했지만 다른 유대인 권익 단체들은 이를 비판했다.
여러 유럽 정당들은 머스크의 자국 입국을 금지할 것을 요구했으며, 반면 신나치주의와 백인 우월주의 단체들은 경례를 축하했다.

## 취임, 연설, 행태
2025년 1월 20일 2024년 미국 대선에서 승리한 도널드 트럼프의 두 번째 취임식이 열렸으며, 일론 머스크를 포함한 많은 사람들이 초대되었다. 트럼프 캠프의 두 번째로 큰 기부자였던 머스크는 많은 영향을 미쳤으며, 트럼프는 머스크를 정부효율부의 공동 책임자로 임명했다.
취임식 이후 머스크는 워싱턴 DC의 캐피털 원 아레나에서 열린 축하 집회에 참석하여 트럼프에게 투표한 참석자들에게 감사를 표했다. 머스크는 무대에 뛰어올라 손을 공중으로 휘두르더니 춤을 추기 시작했다. 춤을 마친 후, 머스크는 손을 가슴에 얹고 손바닥을 아래로 향하게 하여 머리 위로 팔을 뻗은 채 팔을 쭉 뻗은 자세를 취했다. 그런 다음 그는 돌아서서 뒤에 있는 청중들에게 그 자세를 한번 더 반복했다. 그는 자세를 마친 뒤 “내 마음은 당신들에게로 향한다. 문명의 미래가 보장된 것은 당신들 덕분이다”라고 말했다. "내 마음이 당신에게로 향한다"(My heart goes out to you)는 감사의 표현이라기보다는 누군가에 대한 "슬픔이나 동정심"을 표현할 때 일반적으로 사용되는 표현이다.

## 반응

### 미국
이 사건은 곧 온라인에서 나치 경례와 비교되는 결과를 낳았다. CNN 앵커 에린 버넷은 집회를 지켜보면서 그 행동이 "매우 충격적"이라고 말했다. 일부 논평가들은 이 자세를 머스크가 자가진단한 아스퍼거 증후군의 증상이라고 설명했지만 머스크는 의학적으로 자폐증이나 아스퍼거 증후군으로 의학적으로 진단받은 적이 없다. 《버즈피드》가 인터뷰한 몇몇 자폐인과 치료사, 그리고 《벨파스트 텔레그래프》 의 자폐인 기자인 제임스 맥내니는 머스크가 자폐 스펙트럼으로 인해 이런 행동을 취했다고 보지 않는다고 밝혔다.
《뉴욕 타임즈》의 베를린 지국장인 카트린 벤홀드는 기사에서 "이것은 독일과 파시스트 이탈리아에서 사용된 경례와 매우 유사해 보인다"고 썼지만 "놀랍도록 다양한 해석이 유포되기 시작했다"며 벨라미 경례와도 비교했다. 미국의 정치 전략가이자 CNN 기고가인 스콧 제닝스는 머스크가 나치 경례를 했다고 비판하는 비평가들을 비난하며 이 논란을 음모론이라고 언급했으며, 머스크의 비판자들이 "트럼프 혼란 증후군"이 심화되고 있다"고 말했다.
반명예훼손연맹(ADL)은 X에서 쓴 글에서 "일론 머스크가 나치 경례가 아닌, 열광의 순간에 어색한 제스처를 취한 것 같다"고 말하며 머스크를 옹호했다. 하지만 이전 임원이었던 에이브러햄 폭스만은 이 자세를 " 하일 히틀러 나치 경례"라고 설명했다. 테네시주 메리빌 칼리지의 역사학 교수인 아론 애스터는 X에 대한 ADL의 입장을 옹호하면서 그것이 "나치 경례가 아니다"고 말했다. 시민권을 전문으로 하는 비영리 단체인 남부빈곤법률센터는 이를 "명백한 나치 경례"라고 부르고 "논란의 폭풍을 일으켰다"고 언급했다. 극단주의에 대한 전문 지식을 갖춘 몇몇 학자들은 이 자세가 나치 경례라는 데 동의했다. 집단살해 예방을 목적으로 설립된 렘킨 연구소는 미국에서 집단학살이 발생할 수 있다는 경고를 발령하며 "나치 경례"에 대응했다.
맨해튼의 유대인 민주당 의원인 제리 나들러를 이 자세를 반유대주의적이라고 불렀다. 진보적 성향의 민주당 의원인 알렉산드리아 오카시오-코르테즈는 머스크의 행동을 나치주의적이라 비판했다. 공화당 의원인 마저리 테일러 그린은 머스크를 옹호하며, 언론 매체들이 그에 대해 모함하고 민주당 에 유리한 선전을 퍼뜨린다고 비난했다. 트럼프 대통령이 유엔 대사 로 지명한 공화당 의원 엘리스 스테파닉는 인준 청문회에서 머스크를 옹호했다.

### 국제
베냐민 네타냐후 이스라엘 총리는 X에서 머스크를 옹호하면서 머스크가 "거짓으로 중상모략을 당하고 있다"고 말하며 그를 "이스라엘의 위대한 친구"라고 불렀다. 머스크의 연설에 이어 이탈리아의 머스크의 대변인인 안드레아 스트로파는 머스크의 사진을 X에 올리고 "로마 제국이 돌아왔다. 로마식 경례로 시작하자"라는 캡션을 달았다. 이후 그는 머스크가 "자폐증"이며 파시즘을 본떠하는 것이 아니라 자신의 감정을 표현한 것일 뿐이라고 말하며 게시물을 삭제했다. 이탈리아 공산주의 청년 조직인 캄비아레 로타(Cambiare Rotta)는 무솔리니가 2차 세계대전 마지막에 처형된 후 시신이 거꾸로 매달렸던 밀라노의 로레토 광장에 머스크의 인형을 거꾸로 걸었다.
독일 좌파당은 머스크의 행동과 과거 독일 극우 정당인 AfD를 지지했던 사실, 그리고 유럽 정치에 대한 그의 지속적인 간섭을 모두 언급하며 머스크의 독일 입국 금지를 요구했으며, 오스트리아 녹색당도 유사한 입국금지 조치를 요구했다. 오스트리아 녹색당 정치인 루카스 해머는 내무부와 외무부에 머스크의 입국을 거부할 가능성을 검토하라고 촉구했다. 이 사건에 대한 질문에 독일 총리 올라프 숄츠는 유럽이 극우에 대한 지지를 받아들이지 않을 것이라고 말했다. 머스크는 X에 대한 발언에 대해 숄츠를 조롱하며 반응했다.
영국의 반 브렉시트 활동가 단체인 레드 바이 동키스 "하일 테슬라"라는 문구와 함께 베를린에 있는 테슬라 기가팩토리에 머스크의 자세 이미지를 투사했고, 이를 머스크의 정치적 견해에 대해 다루는 유튜브 영상에 사용했다. 이후 독일 법 집행 기관은 이 단체가 투사한 이미지에 대한 조사에 착수했으며, 불법 조직과 관련된 상징 사용에 관한 독일 법률을 위반했을 가능성이 있다고 밝혔다.
스페인 노동부 장관이자 오랜 스페인 공산당 당원인 욜란다 디아스는 이 자세에 대한 대응으로 X 사용을 중단하겠다고 발표했으며, 또한 머스크가 X를 선전기구로 바꾸었다고 비판했다. 벨라루스의 알렉산더 루카셴코 대통령은 머스크를 비난하며, "그들은 그것을 정당화할 만한 말을 할 수 없다. 이것은 공개적인 나치 경례이며, 미국인들과 머스크 씨는 단순히 이것을 너무 과격하게 했다."라고 말했다. 루카셴코는 또한 "왜 수백만 명의 사람들 앞에서 무대에 올라 히틀러 경례를 할까? 당신은 누구에게 좋은 일을 하고 있을까? 우리는 미국인들과 함께 그것에 맞선다. 이건 그냥 미친 짓이다."라고 말했다. 아르헨티나의 하비에르 밀레이 대통령은 다보스에서 열린 세계경제포럼 회의에서 머스크를 옹호했다. 밀레이는 그의 "친애하는 친구 머스크"가 "최근 몇 시간 동안 국민에 대한 감사를 의미하는 순진한 행동 때문에 ' 깨어있는 사람들 '에 의해 부당하게 비난을 받고 있다"고 말했다. 그는 또한 다보스에서 열린 세계경제포럼이 서방에 엄청난 해를 끼치고 있는 '워키즘'의 사악한 의제의 주창자이자 홍보자"라고 말했다.

### 유대인 단체와 홀로코스트 생존자 단체
독일-프랑스계 홍보 담당자이자 독일 유대인 중앙위원회 전 부의장인 미셸 프리드먼은 머스크의 행동을 "불명예스러운 일"이라고 묘사하고 머스크가 "자유 세계 전체에 위험한 지점"에 도달했다는 것을 보여주었다고 말했다. 캐나다에서는 홀로코스트 생존자인 데이비드 모스코비치는 머스크의 경례에 놀랐다고 밝혔다. 미국과 캐나다의 유대인 단체 연합은 이 사건에 대응해 X를 탈퇴할 것이라고 발표했다.
2025년 1월 20일, 국제 홀로코스트 추모의 날을 앞두고 머스크는 AfD 집회에 참석한 사람들에게 연설하면서 "과거의 죄책감에 너무 집중하고 있다"며, 아이들이 조상의 행동에 대한 책임을 져서는 안 된다고 말했다. 《뉴욕 타임즈》에 따르면, 머스크의 발언은 "독일 국민들이 극단적인 정치당을 공공 생활에서 격리하도록 영향을 미친 나치의 긴 그림자를 없애려는 노력"이었다고 한다.

### 네오나치와 백인 민족주의 인물 및 운동
수많은 신나치주의자와 백인 민족주의자 인물과 운동이 머스크의 행동에 대한 지지를 표명했다. 네오나치 단체인 블러드 트라이브의 리더인 크리스토퍼 폴하우스는 텔레그램에 "이게 실수였다고 해도 상관없다. 이걸 눈물을 흘리며 즐길 거야."라고 글을 올렸다. 극우 소셜미디어 플랫폼인 갭의 설립자인 앤드류 도르바는 "이미 믿을 수 없는 일들이 일어나고 있어 ㅋㅋㅋ"라고 썼다.
프라우드 보이스의 한 지부는 "트럼프 만세!"(Hail Trump!)라는 글과 함께 머스크의 비디오 클립을 텔레그램 채널에 게시했다. 백인 우월주의 운동인 화이트 라이브스 매터도 텔레그램에서 머스크의 자세에 "(때때로) 우리의 말을 들어줘서 고맙다, 일론. 백인들이 다시 일어날 것이다!"라는 메시지를 보냈다. 호주의 네오나치인 토머스 세웰은 영상을 게시하면서 이를 "도널드 트럼프 White Power 순간"라고 설명했다. 백인 우월주의 단체인 그로이퍼스의 창립자인 닉 푸엔테스는 이 제스처를 "똑바로 '지크 하일'과 같고 히틀러의 에너지를 사랑하는 것과 같다"고 설명했다.
사건 발생 한 달 후 래퍼 카니예 웨스트는 반유대주의적이고 나치 지지적인 여러 가지 의견을 담은 논란의 여지가 있는 일련의 트위터 게시물을 올렸는데 여기에는 "일론 만세 (heil Elon)"이라는 제목으로 모든 글자를 대문자로 쓴 머스크의 제스처 사진이 업로드되어 있었다. 또 다른 게시물에서 웨스트는 "일론이 취임식에서 나를 베꼈다"고 믿고 있다고 언급했다.

## 비판에 대한 머스크의 반응
일론 머스크는 1월 21일에 자신의 X 계정에서 있었던 자신의 경례 의혹에 대한 비난에 대응하면서, 자신을 비판하는 모든 뉴스 매체가 편파적이라고 주장했다. 그는 "기존 미디어는 순수한 선전"이라고 쓰고 "더 나은 더러운 수법이 필요하다"고 썼으며 "모두가 히틀러다"는 공격은 너무나 지겹다"고 했다. 위키백과 문서에서 이 자세를 "나치 경례"로 설명하자 머스크는 이전의 비판을 반복하며 위키미디어 재단에 대한 자금 지원 중단을 요구했다.
1월 23일, 사건이 발생한 지 3일 후, 머스크는 소셜 미디어에 나치 관련 언어 유희를 연달아 올렸는데, 이는 반명예훼손연맹이 (이전에 그의 행동을 옹호한 적이 있음) "공격적"이고 "부적절하다"고 비난한 논란에 대한 반응이었다. 미국 신문 《더 힐》은 그가 "파시스트적 경례를 했다고 비난하는 사람들을 조롱하기 위해" 이러한 말장난을 사용했다고 전했다.
1월 29일 머스크는 미네소타 주지사인 팀 월츠를 나치 경례라고 부른 것을 고소하겠다고 밝히며 이 자세를 나치 경례라고 부르는 언론 매체를 고소할 계획이라고 말했다. 머스크의 변호사는 자신들이 허위사실이라고 주장하는 내용에 대해 손해배상이 포함된 명예훼손 소송을 제기할 준비가 되었다고 말했다.